# Brun sovs
Brun sovs kan laves som en jævning eller en opbagning. Brun sovs er en grundsovs eller basissovs, hvori smag og farve tilsættes. Den brune farve kommer af en roux, brunet kød eller af kulør.
Brun sovs er udbredt i dansk madlavning og spises til såvel kogte kartofler, frikadeller, hakkebøffer, karbonader, andesteg og ikke mindst flæskesteg.

## Historien om brun sovs
I 1700-tallet blev det franske køkken stort herhjemme og det at lave sovs en raffineret kunstart, som kunne tage flere dage.
En af de mest berømte sovse fra perioden er espagnole, og det er den, vi i dag kender som brun sovs. Espagnole er en meget fin sovs, som er tilberedt på en fond af det bedste kød og bittesmå tern af suppeurter, som fik lov at stå og simre i flere dage. Når fonden var kogt ind, blev den jævnet med en roux – en opbagning af smør og mel, som steger, til den er brun og karamelliseret. Dette giver sovsen en brunlig farve, og voila, brun sovs.